# Krasna zemljo
Krasna zemljo (em português "Bela Terra") é o hino regional do condado de Ístria, Croácia. Com letra de Ivan Cukon e música de Matko Brajša Rašan, a canção foi o hino da Companhia dos Santos Cirilo e Metódio. Em uma reunião no dia 23 de setembro de 2002, a Assembleia da Região de Ístria oficializou o hino.